# Deficiëntieziekte
Een deficiëntieziekte of gebreksziekte is een ziekte die optreedt bij organismen die, bijvoorbeeld als gevolg van een gebrekkige voeding, een chronisch tekort of deficiëntie hebben aan een of meerdere voedingsstoffen. Bij bijvoorbeeld een avitaminose ontbreekt een bepaalde vitamine geheel in de voeding, bij een hypovitaminose is deze vitamine wel, maar onvoldoende in het ingenomen voedsel aanwezig. Gebreksziekten bij mensen komen vooral in armere gebieden veel voor. Bloedarmoede, het gevolg van ijzertekort, komt ook in rijke landen nog veel voor.

## Oorzaken
Een deficiëntieziekte ontstaat doordat het ingenomen voedsel een bepaalde stof in onvoldoende mate bevat, of doordat het lichaam door een aandoening niet in staat is een stof naar behoren op te nemen of te verwerken. Een tekort kan ook ontstaan door een tijdelijk grotere behoefte aan een bepaalde stof.

### Ontoereikende voeding
- Commerciële afvaldiëten vertonen vaak een gebrek aan belangrijke voedingsstoffen. Een professionele diëtist zal een dieet samenstellen dat voldoende van alle essentiële voedingsstoffen bevat.
- Een bekende deficiëntieziekte, scheurbuik, een vitamine C-avitaminose, werd veroorzaakt doordat zeelieden vroeger onvoldoende konden beschikken over vers fruit en verse groente.

### Stoornissen in de voedselopname (malabsorptie)
- Na operaties, met gedeeltelijke verwijdering van de dunne darm, kan er door malabsorptie een tekort aan een of meer voedingsstoffen ontstaan.
- Na een vermageringsoperatie waarbij een omleiding in het spijsverteringskanaal wordt aangelegd, is het risico dat het ingenomen voedsel het lichaam sneller verlaat, waardoor de darmen de tijd ontbreekt voor volledige resorptie van voedingsstoffen. De voeding moet dan worden aangevuld met vitaminepreparaten.
- Darmziekten, zoals coeliakie, leiden ertoe dat de darmen minder goed functioneren, en dat onvoldoende voedingsstoffen opgenomen worden.

### Afwijkingen in de behoefte
- IJzergebreksanemie ontstaat tijdens de zwangerschap, vanwege een tijdelijk grotere ijzerbehoefte van het moederlichaam. Voor de extra aanmaak van bloed -  meer specifiek de aanmaak van hemoglobine voor de rode bloedcellen - is extra ijzerinname nodig. De hoeveelheid bloed in het moederlichaam neemt toe tijdens de zwangerschap, ten behoeve van de toenemende stofwisseling van de groeiende foetus. De foetus krijgt voedingsstoffen en zuurstof vanuit de bloedbaan van de moeder via de navelstreng.

## Vitamine A
Het lichaam komt aan vitamine A door directe inname, of door omzetting van caroteen (een plantenkleurstof). Een tekort aan vitamine A, of een verminderde opname van Vitamine A uit voeding kan leiden tot nachtblindheid en atrofie, degeneratie of zelfs ulceratie van de buitenste laag van het oog. Vitamine A-tekort wordt vaak aangetroffen bij kinderen in oostelijke landen.

## Vitamine B
Vitamine B is niet een vitamine maar een complex van stoffen; de belangrijkste daarvan zijn nicotinezuur, thiamine (aneurine) en riboflavine.
Een tekort aan nicotinezuur (vitamine B3) leidt tot pellagra. Dit wordt gezien bij personen die hoofdzakelijk van maïs leven en weinig dierlijk voedsel of groene planten nuttigen. De symptomen omvatten dermatitis, diarree en dementie. Pellagra komt voor in een bandvormig gebied rond de wereld, met als noordelijke grens Italië en als zuidelijke Chili. In 1928 stierven in de zuidelijke landen van de Verenigde Staten nog 7000 mensen aan pellagra. In recenter tijd is de ziekte daar vrijwel verdwenen door het toevoegen van vitamine aan het brood. Zie ook nicotinezuurdeficiëntie
Een tekort aan thiamine (vitamine B1) veroorzaakt beri-beri. De voornaamste bronnen van thiamine zijn volkorenbrood, lever en mager vlees in het algemeen, erwten, bonen en gist of gistproducten. Gepolijste rijst (het standaardvoedsel in vele oostelijke landen) bevat bijna geen thiamine. Rond de jaren 1890 ontdekte Christiaan Eijkman, een arts in het toenmalige Nederlands-Indië, dat beri-beri het indirecte gevolg was van consumptie van gepolijste rijst. Beri-beri was de eerste avitaminose die als zodanig werd herkend. Eijkman ontving in 1929 de Nobelprijs voor de Fysiologie of Geneeskunde voor zijn onderzoek naar vitamines. Zie ook: thiaminedeficiëntie

## Vitamine C
Scheurbuik (medisch: scorbutus of scorbuut), een vitamine C-deficiëntie, wordt veroorzaakt door een tekort aan vitamine C in het lichaam, al dan niet door een gebrek aan inname van dan wel opname door het lichaam. Deze ziekte komt tegenwoordig nog maar zelden voor, alleen in ontwikkelingslanden en bij langdurige zeereizen zonder aanvullende voeding die het tekort aanvult, kan het nog voorkomen.

## Vitamine D
Een tekort aan vitamine D kan leiden tot rachitis, die kan worden veroorzaakt door een tekort aan direct zonlicht. De ziekte kwam vroeger veel voor bij kinderen in Groot-Brittannië die in de mijnen werkten, hetgeen aanleiding gaf tot de bijnaam "Engelse Ziekte".

### Tekort aan mineralen
In ontwikkelde landen is een tekort aan ijzer de meest voorkomende deficiëntieziekte. Door ijzertekort ontstaat een bepaalde vorm van bloedarmoede. Vooral bij vrouwen is ijzertekort mogelijk doordat er tijdens de menstruatie ijzer verloren gaat. Ook tijdens de zwangerschap kan een ijzertekort ontstaan. Deze veel voorkomende deficiëntie is gemakkelijk te bestrijden door het toedienen van een ijzerpreparaat.
Behalve vitaminegebrek was vroeger ook gebrek aan jodium een veelvoorkomend probleem. Jodiumgebrek kan leiden tot krop of schildkliervergroting. Door jodide aan het keukenzout toe te voegen en doordat in Nederland bakkers verplicht zijn om bij de bereiding van brood gebruik te maken van bakkerszout, dat een hoog gehalte aan jodide bevat, treedt deze gebreksziekte nauwelijks nog op in Nederland.
Osteoporose kan ontstaan door een gebrek aan calcium.

## Planten
Bij planten ontstaat een gebreks-ziekte wanneer bepaalde voedingsstoffen onvoldoende in de bodem voorkomen of onvoldoende door de plant kunnen worden opgenomen (malabsorptie). Door het gebruik van kunstmest zijn deze gebreksziekten gemakkelijk te voorkomen. Voorkomende gebreksziekten zijn:
- Stikstofgebrek
- Fosfaatgebrek
- Kaliumgebrek
- Mangaangebrek
- IJzergebrek
- Kopergebrek
- Boriumgebrek
- Molybdeengebrek
- Hooghalense ziekte (Magnesiumgebrek)